# Ribes nevadense
Ribes nevadense är en ripsväxtart som beskrevs av Albert Kellogg. Ribes nevadense ingår i släktet ripsar, och familjen ripsväxter.

## Underarter
Arten delas in i följande underarter:
- R. n. glaucescens
- R. n. jaegeri